# 拉蒂莫讷站
拉蒂莫讷站是法国东南部城市马赛的一个地铁车站，位于马赛地铁1号线上。

## 站名
"拉蒂莫讷"是一个区域名称。

## 位置
拉蒂莫讷站位于马赛市区的南部，属于5区。车站呈西南-东北走向，是一个地下车站，有自动扶梯连接地面。
拉蒂莫讷医院位于车站附近。

## 设施
拉蒂莫讷站站内设有自动售票机及无障碍设施。

## 站台设置
| 西北↑ |      |                              |
|       | 侧式 |                              |
|       |      | 玫瑰-贡贝尔城堡科技园站方向← |
|       |      | 拉富拉热尔站方向→            |
|       | 侧式 |                              |
| 东南↓ |      |                              |

## 配套交通

### 城市公共交通
| 拉蒂莫讷站附近的公共交通线路 |            |          |
| 公交车站名称                 | 位置       | 停靠线路 |
| 地铁拉蒂莫讷站               | 地铁站附近 |          |
| 1.                           |            |          |

此外，当地铁线路发生故障或施工时，马赛交通局可能提供临时摆渡车。

## 临近车站
| 拉蒂莫讷站（La Timone）        |               |                       |
| 上行车站                       | 线路          | 下行车站              |
| 巴耶站 680m ←                  | 马赛地铁1号线 | 拉布朗卡尔德站 → 770m |
| - 本表仅显示运营中的线路及车站 |               |                       |